# Протич, Радош
Радош Протич (серб. Радош Протић / Radoš Protić, 31 января 1987, Сремска-Митровица, СФРЮ) — сербский футболист, защитник клуба «Раднички» (Сремска-Митровица).

## Клубная карьера
На родине играл в командах «Рад», «Телеоптик», «Леотар», «Мачва» и «Ягодина». Зимой 2012 отправился на Украину, где пробовал закрепиться в составе «Кривбасса», но Юрию Максимову не подошёл. После этого прошёл с «Александрией» сбор в Турции, где произвёл хорошее впечатление на Леонида Буряка. С этой командой заключил контракт. Сыграл 5 матчей в украинской Премьер-лиге, после чего ещё сезон провёл в первом дивизионе. В 2013 году вернулся в Сербию, где продолжил карьеру в клубе «Нови-Пазар». С 2014 года защищал цвета «Сараево».

## Достижения
- Бронзовый призёр Первой лиги Украины (1): 2012/13